# ホルヘ・アルセ
ホルヘ・アルセ（Jorge Arce、1979年7月27日 - ）は、メキシコのプロボクサー。シナロア州ロスモチス出身。元WBC・WBO世界ライトフライ級王者。元WBC世界フライ級暫定王者。元WBA暫定・WBO世界スーパーフライ級王者。元WBO世界バンタム級王者。元WBO世界スーパーバンタム級王者。世界5階級制覇王者。
かつてはイグナシオ・ベリスタインの指導も受けていた。弟は元バンタム級世界ランカーのフランシスコ・アルセ。

## 来歴

### ライトフライ級時代
1979年にロスモチスで生まれ、アマチュアのキャリアをほとんど積むことなく1996年1月19日に16歳でプロデビューした。
デビューの年の6月21日に後にWBC世界ライトフライ級王者となるオマール・ニーニョ・ロメロ（メキシコ）と対戦しており、1回TKOでプロデビュー後初黒星を喫している。
1997年7月21日、メキシコパシフィックコーストライトフライ級王座決定戦でロレンソ・トレホに3-0の判定勝ちで王座を獲得した。
1997年11月12日、レオナルド・グティエレスに判定勝ちし、WBAフェデセントロライトフライ級王座を獲得した。
1997年12月12日、ビクトル・ブルゴスに判定負けを喫し、WBAフェデセントロ王座の初防衛に失敗し王座から陥落した。
1998年2月6日、ミゲル・マルティネスに3-0の判定勝ちでNABO北米ライトフライ級王座を獲得した。
1998年12月5日、ファン・ドミンゴ・コルドバ（アルゼンチン）を3-0の判定勝ちで下し、19歳でWBO世界ライトフライ級王座を獲得した。
しかし、同王座は1度防衛したものの1999年7月31日にマイケル・カルバハル（アメリカ）に11回1分53秒TKO負けを喫し2度目の防衛に失敗し王座から陥落した。
1999年11月29日、NABO北米ライトフライ級王者ラディスラオ・バスケスと対戦し、2-0の判定勝ちを収めNABO王座返り咲きに成功した。
2000年4月7日、ファン・ハビエル・ラゴスとWBC世界ライトフライ級ユース王座決定戦で対戦し、3-0の判定勝ちを収め王座を獲得した。同王座は2度防衛し返上した。
2001年10月20日、ファニト・ルビリアル（フィリピン）とWBC世界ライトフライ級暫定王座決定戦で対戦し、3-0の判定勝ちを収め王座を獲得した。
2002年7月6日、WBC王者であったWBC世界ライトフライ級王者崔堯三（韓国）と王座統一戦が行われ、6回TKOで勝利して正規王者の座に就いた。
この王座を7度に渡って防衛すると、2005年2月に返上して階級を上げた。

### フライ級時代
階級をフライ級に上げたアルセは、正規王者のポンサクレック・ウォンジョンカム（タイ）に挑むためフセイン・フセイン（オーストラリア）とWBC世界フライ級挑戦者決定戦を行い、10回TKO勝利を収めポンサクレックへの挑戦権を獲得したが当時正規王者のポンサクレックは怪我のためタイトル戦が出来ない状態であったため、WBCはアルセとアンヘル・ピリオロ（コロンビア）との対戦を暫定王座決定戦とした。この試合にアルセは3回2分45秒TKO勝利を挙げ、WBC世界フライ級暫定王座を獲得した。
その後、ポンサクレックとの間で王座統一戦が行われるべきであったが両者の間で対戦条件が合わず、統一戦が行われないまま正規王者と暫定王者の2人の王者が存在し、それぞれが防衛戦を行うという異例の状態が1年間以上続き、ついに対戦が行われないまま、アルセは4度防衛した暫定王座を返上した。
なぜ、対戦条件が合わなかったか詳細は不明だが、どうしても対戦場所を自身の祖国であるタイにしたいポンサクレック側のオファーと、アルセ側の要求するファイトマネーの折り合い（タイ開催の場合、必然的にファイトマネーは低めになるため）がつかなかった、といわれている。

### スーパーフライ級時代
暫定王座を返上したアルセはスーパーフライ級に階級を上げた。2006年9月23日に元WBO世界ライトフライ級王者マシブレレ・マケプラ（南アフリカ）とWBC世界スーパーフライ級王座指名挑戦者決定戦を行い、これに4回TKOで勝利して挑戦権とWBCインターナショナルスーパーフライ級王座を獲得した。下の階級から上がってきたという不安を全く感じさせない戦いぶりだった。
2007年4月14日、WBC世界スーパーフライ級王者クリスチャン・ミハレス（メキシコ）に挑んだが、ミハレスに圧倒され0-3の判定負けを喫した。
一時期はバンタム級での試合も行ったが（後に世界王者となるトマス・ロハス（メキシコ）とWBCラテンアメリカバンタム級王座決定戦を行い6回TKO勝ちでこの試合に勝利している）2008年9月15日にWBA世界スーパーフライ級暫定王者ラファエル・コンセプション（パナマ）に挑戦し、コンセプションが9回終了時に棄権を申し出た為TKO勝ちで暫定王座を獲得した。なお同日、名城信男（日本）がWBA世界スーパーフライ級王座決定戦に出場し、正規王者となった。
2008年11月1日に正規王者の名城がいるにもかかわらずWBO世界フライ級王者のイシドロ・ガルシアと防衛戦を行い4回48秒TKO勝ちで初防衛に成功した。
2009年2月7日、ホンダセンターにて、WBA・WBC・IBF世界スーパーフライ級スーパー王者ビック・ダルチニアン（オーストラリア）と対戦した。終始ダルチニアンの猛攻にさらされ、11回終了時に有効打でカットした左目尻の傷が悪化しドクターストップが掛かり、3団体統一王座の獲得に失敗すると共に王座から陥落、暫定王座はスーパー王座に吸収される形で消滅した。
2009年6月27日、フェルナンド・ルマカド（フィリピン）とIBFインターナショナルスーパーフライ級王座決定戦を行い、3回35秒KO勝ちで王座を獲得し再起に成功した。
2009年9月15日、ダルチニアンの返上に伴い行われたIBF世界スーパーフライ級王座決定戦に出場するもシンピウェ・ノンクアイ（南アフリカ）に0-3の判定負けを喫し、王座返り咲きに失敗した。
2010年1月30日、マービン・ソンソナ（フィリピン）の計量失格に伴い剥奪されたWBO世界スーパーフライ級王座決定戦に出場し対戦相手アンキー・アンコタ（インドネシア）の左目上の裂傷により7回1分34秒負傷判定になり、判定勝ちで王座獲得に成功し2階級制覇を達成した。その後、王座は返上した。
2010年7月31日、元WBA世界スーパーフライ級王者マーティン・カスティーリョ（メキシコ）と対戦し、1回2分56秒KO勝ちを収めた。

### スーパーバンタム級時代
2010年9月18日、メキシコシナロア州クリアカンのエスタディオ・バノルテでロレンソ・パーラ（ベネズエラ）とWBO世界スーパーバンタム級王座挑戦者決定戦で対戦したが、両者が決め手を欠き、12回1-1（98-93、95-95、94-97）の三者三様の判定で引分となり、両者共に王座挑戦権獲得に失敗した。
友人でもあるフェルナンド・モンティエルが所属しているチームに復帰。ここから4階級制覇を目指す道を目指した。
2011年5月7日、アメリカ合衆国ネバダ州ラスベガスのMGMグランドにて、WBO世界スーパーバンタム級王者ウィルフレド・バスケス・ジュニア（プエルトリコ）に挑戦。ダウンを奪われ不利になり危うく判定負けになるところだったが、最終回、バスケスをロープにつめ一気に猛攻。その後クリンチした際にバスケス側のセコンドが水を投げ入れ試合をストップし大逆転となる12回55秒TKO勝利し4階級制覇達成。。
2011年9月24日、メキシコバハ・カリフォルニア州メヒカリのアウディトリオ・デル・エスタードで、2階級制覇を狙うシンピウェ・ノンクアイと2年ぶりに再戦し、序盤に先制のダウンを奪いリードする。4回偶然のバッティングで自身もピンチに陥るも減点に救われた後に一気に連打で捕えて守りに回って止まったノンクアイを4回2分1秒レフェリーストップとなるTKO勝利で破り2年前のリベンジしたと同時に、この階級で初防衛に成功した。
2011年11月19日、WBO世界スーパーバンタム級王座を返上し、バンタム級に転向 。
同日、ノニト・ドネア（フィリピン）がWBO世界バンタム級王座返上し、スーパーバンタム級に転向。
2012年12月15日、アメリカ合衆国テキサス州ヒューストンのトヨタセンターにて、WBO世界スーパーバンタム級王者ノニト・ドネアと対戦し、3回2分59秒KO負けを喫し1年振りの王座返り咲きに失敗、試合後のリング上のインタビューで現役引退を表明した。
その後現役引退を撤回し、現役復帰した。

### バンタム級時代
2011年11月26日、メキシコシナロア州マサトランのプラザ・デ・トロスにおいて、ドネアの王座返上に伴うWBO世界バンタム級王座決定戦でアンキー・アンコタと1年ぶりに再戦し、3－0の判定勝ちで王座獲得、5階級制覇を達成した（その後スーパー王座に認定された）。
2012年2月18日、メキシコバハ・カリフォルニア州メヒカリ のパレンケ・デル・FEXで、ロレンソ・パーラと当初は初防衛戦の予定だったが、パーラの資格問題が発覚した影響でノンタイトル戦に急遽変更。10回戦を行い、5回左アッパーからのボディショットでダウンを奪いそのまま10カウントを聞かせKO勝ち。上述のWBO世界スーパーバンタム級挑戦者決定戦での引き分けになった因縁の対戦に決着を付ける完勝で再戦を制した。
2012年6月9日、アメリカ合衆国ネバダ州ラスベガスのMGMグランド・ガーデン・アリーナでヘスス・マヌエル・ロハス（プエルトリコ）と初防衛戦の予定だったが、WBOがロハスがランカー入りしたがそれを認めずスーパーバンタム級契約でのノンタイトル戦として行われたが、ローブローで倒れ込んだのと同時にその後勢い余ってロハスのパンチが耳に当たり休息が与えられるも、回復せず2回9秒無判定試合に終わった。 
試合後、WBO世界バンタム級王座を返上し、スーパーバンタム級に再転向した。

### フェザー級時代
2012年9月22日、メキシコシナロア州ロスモチスのヒムナシオ・ポリフンシオナルで行われたフェザー級契約戦で元WBO世界バンタム級王者マウリシオ・マルチネス（パナマ）と対戦し、10回3-0（2者が99-90、97-92）の判定勝ちを収めた。
2013年11月16日、ホセ・カルモナとフェザー級に進出しての本格的なテスト戦を行い8回KO勝ちを収めた。
2014年6月14日、世界挑戦を4度経験しているホルヘ・ラシエルバと対戦し8回TKO勝ちを収めた。
2014年10月4日、故郷ロスモチスでWBC世界フェザー級王者ジョニー・ゴンサレスと対戦。メキシコ人ボクサーで初の6階級制覇を目指したが、試合は3回、5回、9回とダウンを奪われて圧倒され、最後はアルセが距離を取って逃げ回ったところでレフェリーが戦意喪失とみなし試合をストップ、11回TKO負けを喫して、試合後に引退を発表した。アルセにとって、引退発表は2度目の発表だった。

## 人物
- リングに入場する時はいつも黒いカウボーイハットをかぶって棒付きキャンディを咥えて入場するのがトレードマークで、時には馬に乗ってカウボーイ風に入場することもある。試合に勝利した後の雄叫びも人気を集め、メキシコ国内ではバラエティ番組に出演していることもあって、ボクシング選手の枠を超えた大きな人気を博している。

## 獲得タイトル
- WBO世界ライトフライ級王座（防衛1）
- WBC世界ライトフライ級暫定王座（防衛0→正規王座に認定）
- WBC世界ライトフライ級王座（防衛7→返上）
- WBC世界フライ級暫定王座（防衛4→返上）
- WBA世界スーパーフライ級暫定王座（防衛1）
- WBO世界スーパーフライ級王座（防衛0→返上）
- WBO世界スーパーバンタム級王座（防衛1→返上）
- WBO世界バンタム級王座（防衛0→返上）
- メキシコパシフィックコーストライトフライ級王座（防衛0→返上）
- NABO北米ライトフライ級王座（防衛0→返上）
- WBAフェデセントロライトフライ級王座（防衛0）
- WBC世界ライトフライ級ユース王座（防衛2→返上）
- WBCインターナショナルスーパーフライ級王座（防衛0→返上）
- WBCラテンアメリカバンタム級王座（防衛1→返上）
- IBFインターナショナルスーパーフライ級王座（防衛0→返上）